# Very50

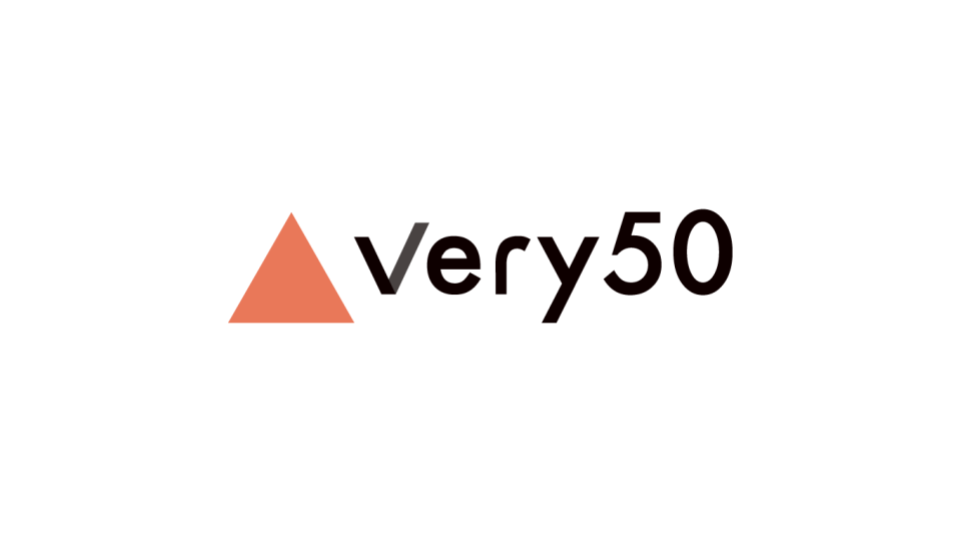
認定特定非営利活動法人very50

認定特定非営利活動法人very50（ヴェリーフィフティ）とは菅谷亮介が代表を務める認定NPO団体。

## 概要
2008年6月に設立された認定NPO法人。2012年11月NPO法人格取得。2020年12月認定NPO法人取得。代表は菅谷亮介。『自立した優しい挑戦者を増やし、世界をもっとオモシロク』をミッションに掲げ、実践型教育プログラムのMoG（Mission on the Ground）、DiG（Development in the Ground）、LiD（Leadership in Developing countries）の運営、また、公開講座型イベント事業のOpen classの運営を行う。

### 理念
- Be the 10%：10% がうなずく本モノへ
- Act very50：考え尽くす、やり尽くす
- 1 for N：チームのために自分がいる

### 事業ビジョン
- 高校生教育事業ビジョン：人生が躍動するきっかけとなる実践型教育を社会に届ける
- コミュニティ事業ビジョン：自立した優しい挑戦者の拠点をつくる

### 役員
- 代表理事　菅谷 亮介　認定特定非営利活動法人very50代表
- 監事　　　内海 雄介　株式会社メドコム最高執行責任者
- 理事　　　池田 靖章　香里ヌヴェール学院学院長兼中学校高等学校校長
- 理事　　　城間 波留人　株式会社メディウィル代表取締役社長
- 理事　　　宇都宮 崇人　株式会社ポケモン代表取締役最高執行責任者
- 理事　　　鈴木 晶子　Ubie 株式会社 シンガポール法人代表
- 理事　　　北野 彩　元ジョンソン・エンド・ジョンソン日本法人人事

## 事業内容

### 実践型教育プログラム "Mission on the Ground" の運営
- 無視できない社会問題、現代に知っておくべき事象をテーマとすること
- 実践からしか学べない知・スキルの価値を何よりも大事にすること
- アジア新興国を中心にグローバルに国内外で活動を展開すること

の3点を主軸に、グローバル社会へ貢献する人材の支援・育成を目的とした実践型教育プログラム "Mission on the Ground" 通称 MoG（モグ）を個人、企業、学校、地方自治体などにを提供。
MoGとは、日本でマーケティング等の事前授業を受講後、アジア新興国へ足を運び、1週間前後の滞在期間で現地社会起業家の抱えているビジネス課題の解決を目指すプログラムである。新興国の事業家に対して経営コンサルティングを参加者自ら行い、社会課題と向き合いうことで当事者意識を持つことや課題解決能力を培うことを主眼として運営。参加者に向けた "ビジネススクール" としての教育事業と、現地の事業家に対する経営コンサルティング2つの軸を掛け合わせて構成するコンテンツ。これまでにアジア10カ国、30人以上の事業家の経営支援を行い、3000人以上の卒業生を輩出。現在メインの参加者となる高校生に関しては、多感で感受性豊かな時期に社会課題に真っ向から取り組むプログラム内容が好評を呼び、30校以上で学校公式のプログラムとして取り入れられている。

### 公開講座 "Open class" の運営
Open classとは、very50が行う公開講座型のイベント事業。社会問題や世界情勢の動向、国際協力やSDGsなどをテーマに取り上げ、講座が開講される。「オトナの政治経済」「教員のための政治経済」「学生のための政治経済」「銀座ミライ会議」など様々なシリーズがあり、講座対象も学生から社会人まで多岐にわたる。

## これまでの活動地域

### 海外の活動地域
- ネパール
- インド
- バングラディッシュ
- インドネシア
- フィリピン
- ベトナム
- カンボジア
- タイ
- ラオス
- メキシコ
- アメリカ

国内の活動地域
- 北海道十勝郡
- 石川県珠洲市
- 鳥取県大山町
- 京都府
- 沖縄県

## 主な受賞歴、助成金採択実績
- 2017年日本アクティブ・ラーニング学会主催「ACTIVE LEARNING AWARD」非ICT部門銀賞
- 2018年経済産業省主催　第9回キャリア教育アワード　優秀賞受賞
- 一般財団法人 三菱みらい育成財団　先端・異能発掘・育成プログラム助成金採択
- 電通育英財団　人材育成への助成金採択
- 公益財団法トヨタ財団　国際助成プログラム助成金採択